# Německo na Letních olympijských hrách 2000
Německo na Letních olympijských hrách v roce 2000 reprezentovala výprava 422 sportovců (241 mužů and 181 žen) v 29 sportech.

## Medailisté
| Medaile | Jméno | Sport            | Soutěž                                   |
| ------- | --- | ---------------- | ---------------------------------------- |
| Zlato   | Nils Schumann | Atletika         | Muži běh na 800 m                        |
| Zlato   | Heike Drechslerová | Atletika         | Ženy skok daleký                         |
| Zlato   | Andreas Dittmer | Kanoistika       | C1 1000 metrů muži                       |
| Zlato   | Thomas Schmidt | Kanoistika       | K1 slalom muži                           |
| Zlato   | Birgit Fischerová Katrin Wagnerová | Kanoistika       | K2 500 metrů ženy                        |
| Zlato   | Birgit Fischerová Manuela Muckeová Anett Schucková Katrin Wagnerová | Kanoistika       | K4 500 metrů ženy                        |
| Zlato   | Robert Bartko | Cyklistika       | Muži 4000 m stíhací závod (jednotlivci)  |
| Zlato   | Robert Bartko Daniel Becke Guido Fulst Jens Lehmann | Cyklistika       | Družstvo mužů 4000 m stíhací závod       |
| Zlato   | Jan Ullrich | Cyklistika       | Muži silniční závod jednotlivců          |
| Zlato   | Otto Becker Ludger Beerbaum Marcus Ehning Lars Nieberg | Jezdectví        | Parkurové skákání - družstva             |
| Zlato   | Nadine Capellmann Ulla Salzgeber Alexandra Simons Isabell Werth | Jezdectví        | Drezura - družstvo                       |
| Zlato   | Kathrin Boronová Jana Thiemeová | Veslování        | Ženy dvojskif                            |
| Zlato   | Kerstin Kowalská Meike Eversová Manja Kowalská Manuela Lutzeová | Veslování        | Ženy párová čtyřka                       |
| Stříbro | Lars Riedel | Atletika         | Muži hod diskem                          |
| Stříbro | Björn Bach Jan Schäfer Stefan Ulm Mark Zabel | Kanoistika       | K4 1000 metrů muži                       |
| Stříbro | Stefan Nimke | Cyklistika       | Muži 1000m Time Trial                    |
| Stříbro | Jens Lehmann | Cyklistika       | Muži 4000 m stíhací závod (jednotlivci)  |
| Stříbro | Jan Ullrich | Cyklistika       | Muži časovka jednotlivců                 |
| Stříbro | Hanka Kupfernagelová | Cyklistika       | Ženy silniční závod jednotlivců          |
| Stříbro | Isabell Werthová | Jezdectví        | Drezura - jednotlivci                    |
| Stříbro | Ralf Bißdorf | Šerm             | Muži fleret jednotlivci                  |
| Stříbro | Rita Königová | Šerm             | Ženy fleret jednotlivci                  |
| Stříbro | Claudia Blasberg Valerie Viehoff | Veslování        | Ženy dvojka bez kormidelníka lehkých vah |
| Stříbro | Tommy Haas | Tenis            | Muži dvouhra                             |
| Stříbro | Faissal Ebnoutalib | Taekwondo        | Muži 80 kg                               |
| Stříbro | Stephan Vuckovic | Triatlon         | Muži                                     |
| Stříbro | Marc Huster | Vzpírání         | Muži do 85 kg                            |
| Stříbro | Ronny Weller | Vzpírání         | Muži nad 105 kg                          |
| Stříbro | Gunnar Bahr Ingo Borkowski Jochen Schümann | Jachting         | Muži třída Soling                        |
| Stříbro | Amelie Lux | Jachting         | Ženy třída Mistral                       |
| Bronz   | Cornelia Pfohl Barbara Mensing Sandra Sachse | Lukostřelba      | Družstvo žen                             |
| Bronz   | Astrid Kumbernussová | Atletika         | Ženy vrh kouli                           |
| Bronz   | Kirsten Münchowová | Atletika         | Ženy hod kladivem                        |
| Bronz   | Sebastian Köber | Box              | Muži 91 kg                               |
| Bronz   | Ronald Rauhe Tim Wieskötter | Kanoistika       | K2 500 metrů muži                        |
| Bronz   | Andreas Dittmer | Kanoistika       | C1 500 metrů muži                        |
| Bronz   | Lars Kober Stefan Uteß | Kanoistika       | C2 1000 metrů muži                       |
| Bronz   | Jens Fiedler | Cyklistika       | Muži sprint                              |
| Bronz   | Andreas Klöden | Cyklistika       | Muži silniční závod jednotlivců          |
| Bronz   | Jens Fiedler | Cyklistika       | Muži keirin                              |
| Bronz   | Dörte Lindnerová | Skoky do vody    | Ženy prkno 3 m                           |
| Bronz   | Jan Hempel Heiko Meyer | Skoky do vody    | Muži synchronizované skoky z věže 10 m   |
| Bronz   | Ulla Salzgeberová | Jezdectví        | Drezura - jednotlivci                    |
| Bronz   | Wiradech Kothny | Šerm             | Muži šavle jednotlivci                   |
| Bronz   | Dennis Bauer Wiradech Kothny Alexander Weber | Šerm             | Družstvo mužů šavle                      |
| Bronz   | Sabine Bauová Rita Königová Monika Weberová | Šerm             | Družstvo žen fleret                      |
| Bronz   | Anna-Maria Gradanteová | Judo             | Ženy 48 kg                               |
| Bronz   | Marcel Hacker | Veslování        | Muži skif                                |
| Bronz   | Marco Geisler Andreas Hajek Stephan Volkert André Willms | Veslování        | Muži párová čtyřka                       |
| Bronz   | Katrin Rutschow-Stomporowski | Veslování        | Ženy skif                                |
| Bronz   | Nadine Angererová Nicole Brandebusemeyer Doris Fitschen Jeannette Götte Stefanie Gottschlich Inka Grings Ariane Hingst Melanie Hoffmann Steffi Jones Renate Lingor Maren Meinert Sandra Minnert Claudia Müller Birgit Prinzová \|Silke Rottenberg Kerstin Stegemann Bettina Wiegmann Tina Wunderlich | Fotbal           | Turnaj žen                               |
| Bronz   | Stev Theloke | Plavání          | Muži 100 m znak                          |
| Bronz   | Jens Kruppa Thomas Rupprath Torsten Spanneberg Stev Theloke | Plavání          | Muži štafeta 4 × 100 m polohový závod    |
| Bronz   | Antje Buschschulte Sara Harstick Kerstin Kielgass Franziska van Almsicková Meike Freitag (rozplavba) Britta Steffenová (rozplavba) | Plavání          | Ženy štafeta 4 × 200 m volný způsob      |
| Bronz   | Jörg Ahmann Axel Hager | Plážový volejbal | Muži                                     |
| Bronz   | Roland Gäbler Rene Schwall | Jachting         | Muži třída Tornado                       |